# Rhodosciadium diffusum
Rhodosciadium diffusum är en flockblommig växtart som först beskrevs av John Merle Coulter och Joseph Nelson Rose, och fick sitt nu gällande namn av Mildred Esther Mathias och Lincoln Constance. Rhodosciadium diffusum ingår i släktet Rhodosciadium och familjen flockblommiga växter. Inga underarter finns listade i Catalogue of Life.